# Вила-Нова (Прая-да-Витория)
Вила-Нова (порт. Vila Nova) — населённый пункт в Португалии, входит в регион Асориш. Расположен на острове Терсейра. Является составной частью муниципалитета Вила-да-Прая-да-Витория. Население составляет 1678 человек на 2011 год. Занимает площадь 8,14 км².

## История
Это поселение одно из первых поселений основанных на острове Терсейра, в котором селились благородные и богатые семьи.
Самое раннее упоминание в исторических документах относится к 1482 году.
Поселение с самый истоков считалось богато своими запасами пресной воды. В 1891 году в поселке было порядка 14 фонтанов, из которых местные жители брали чистую пресную воду. Такие количества пресной воды способствовали развитию сельскому хозяйству.

## Население
Перепись населения проводилась в 1864, 1878,1890,1900,1911,1920,1930,1940,1950,1960,1970,1981,1991,2001 и 2011 году.

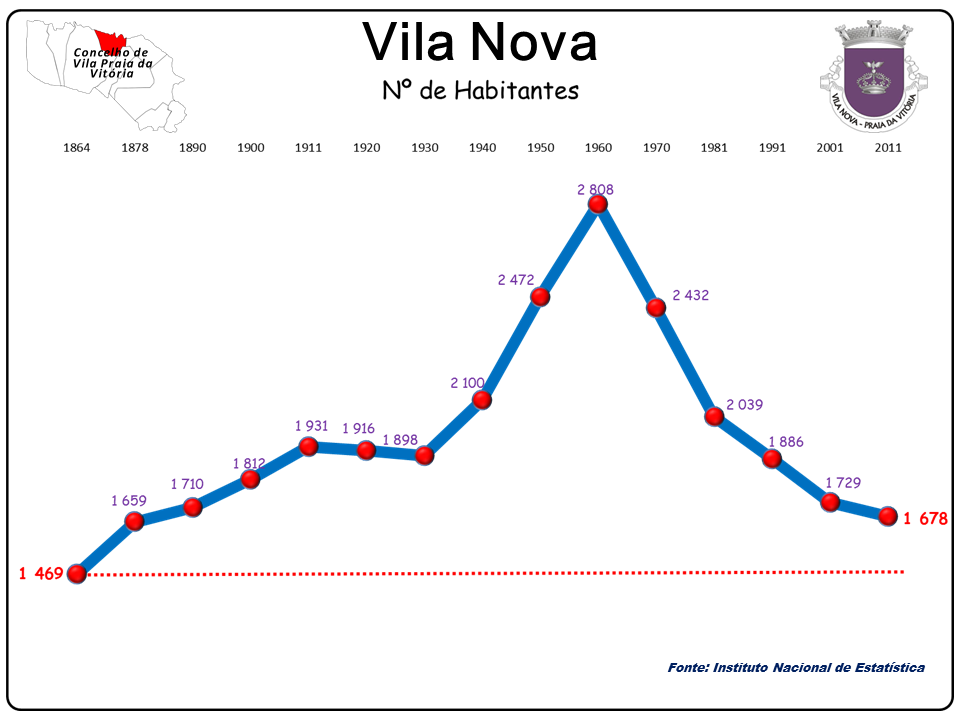
График изменения численности населения

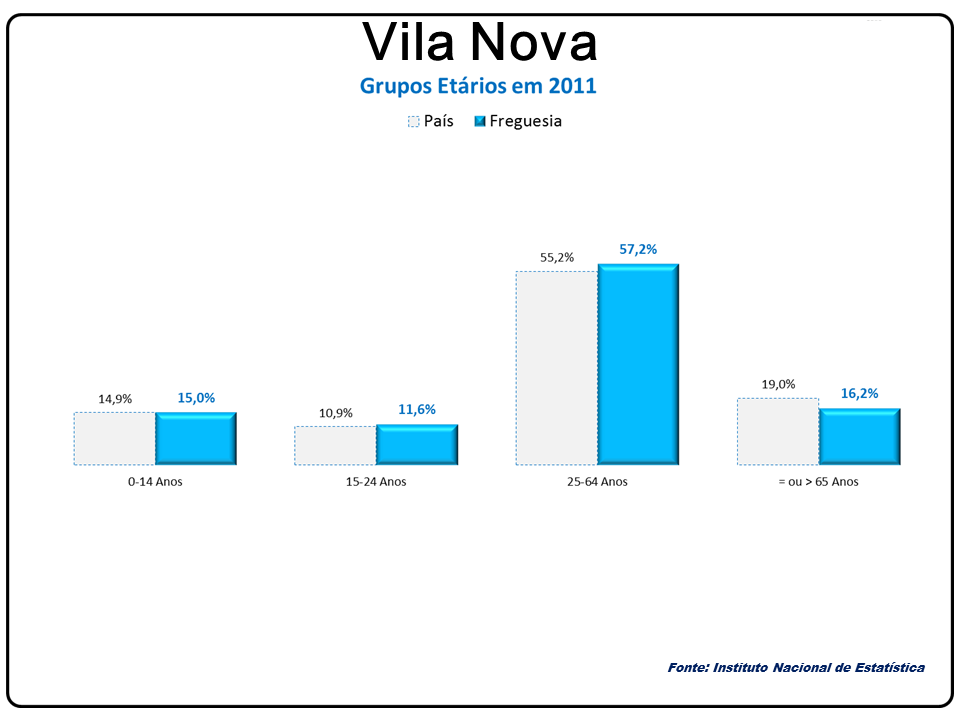
Численность населения по возрастным группам

| 1864  | 1878  | 1890  | 1900  | 1911  | 1920  | 1930  | 1940  | 1950  | 1960  | 1970  | 1981  | 1991  | 2001  | 2011  |
| ----- | ----- | ----- | ----- | ----- | ----- | ----- | ----- | ----- | ----- | ----- | ----- | ----- | ----- | ----- |
| 1 469 | 1 659 | 1 710 | 1 812 | 1 931 | 1 916 | 1 898 | 2 100 | 2 472 | 2 808 | 2 432 | 2 039 | 1 886 | 1 729 | 1 678 |

| Год  | 0-14        | 15-24       | 25-64       | > 64        | итого |
| ---- | ----------- | ----------- | ----------- | ----------- | ----- |
| 2001 | 267 (15,4%) | 315 (18,2%) | 909 (52,6%) | 238 (13,8%) | 1729  |
| 2011 | 251 (15,0%) | 195 (11,6%) | 960 (57,2%) | 272 (16,2%) | 1678  |

## Рельеф

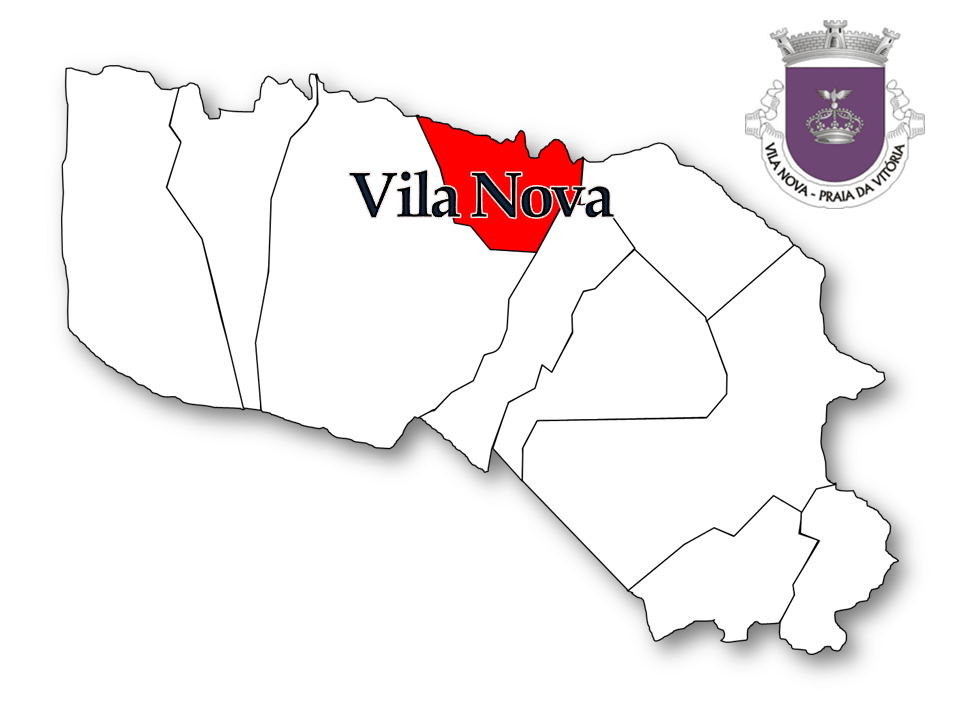
Расположение Вила-Нова на острове Терсейра.

Вила-Нова в основном находится на равнине, однако на юге начинается холмистая местность. Океаническое побережье скалистое.

## Климат
| Климатограмма Вила-Нова               | Климатограмма Вила-Нова | Климатограмма Вила-Нова | Климатограмма Вила-Нова | Климатограмма Вила-Нова | Климатограмма Вила-Нова | Климатограмма Вила-Нова | Климатограмма Вила-Нова | Климатограмма Вила-Нова | Климатограмма Вила-Нова | Климатограмма Вила-Нова | Климатограмма Вила-Нова |
| ------------------------------------- | ----------------------- | ----------------------- | ----------------------- | ----------------------- | ----------------------- | ----------------------- | ----------------------- | ----------------------- | ----------------------- | ----------------------- | ----------------------- |
| Я                                     | Ф                       | М                       | А                       | М                       | И                       | И                       | А                       | С                       | О                       | Н                       | Д                       |
| 16 12 8                               | 15 12 7                 | 76 12 8                 | 31 17 8                 | 83 18 10                | 20 19 13                | 26 24 14                | 12 22 16                | 30 21 16                | 66 16 11                | 19 13 10                | 70 10 8                 |
| Температура в °C • Сумма осадков в мм |                         |                         |                         |                         |                         |                         |                         |                         |                         |                         |                         |

Климат острова является субтропическим. Температура воздуха летом может достигать до 24 °C, но средняя температура летом колеблется в районе 20 °C. В зимний период температура воздушных масс опускается до 7-8 °C. Средне годовое количество осадков составляет 464 мм. Максимальное количество осадков составляет 83 мм в мае и минимальное 12 мм в августе. Самые дождливые месяцы март, май, октябрь, декабрь от 66 мм до 83 мм.